# Templo de Bingling
El templo [de] Bingling (en chino tradicional, 炳靈寺; en chino simplificado, 炳灵寺; pinyin, Bǐnglíng Sì) es un antiguo santuario budista compuesto por una serie de grutas que alojan muchas esculturas budistas talladas en cuevas y cavernas naturales localizadas en lado norte del cañón que ha excavado el río Amarillo. Se encuentra justo al norte de donde el río Amarillo desemboca en el embalse de Liujiaxia. Administrativamente, el sitio se encuentra en el condado de Yongjing de la Prefectura autónoma hui de Linxia en la provincia de Gansu, a unos 100 km  al sureste de Lanzhou.
A lo largo de los siglos, los terremotos, la erosión y los saqueadores han dañado o destruido muchas de las cuevas y los tesoros artísticos que albergaban. En total se conservan 183 cuevas, 694 estatuas de piedra y 82 esculturas de arcilla. Cada cueva es como un templo en miniatura lleno de imágenes budistas y culminan en una gran caverna natural donde las pasarelas de madera serpentean precariamente por la pared de la roca hasta las cuevas ocultas en los acantilados y el Buda Maitreya gigante que mide más de 27 metros de altura.
Este templo, junto con otros sitios a lo largo de la Ruta de la Seda, fue inscrito en 2014 en la Lista del Patrimonio Mundial de la UNESCO integrante individual del bien serial «Ruta de la Seda: red viaria del corredor Chang'an-Tianshan».  El 16 de diciembre de 2020 fue clasificado como atracción turística 5A.

## El contexto de su realización

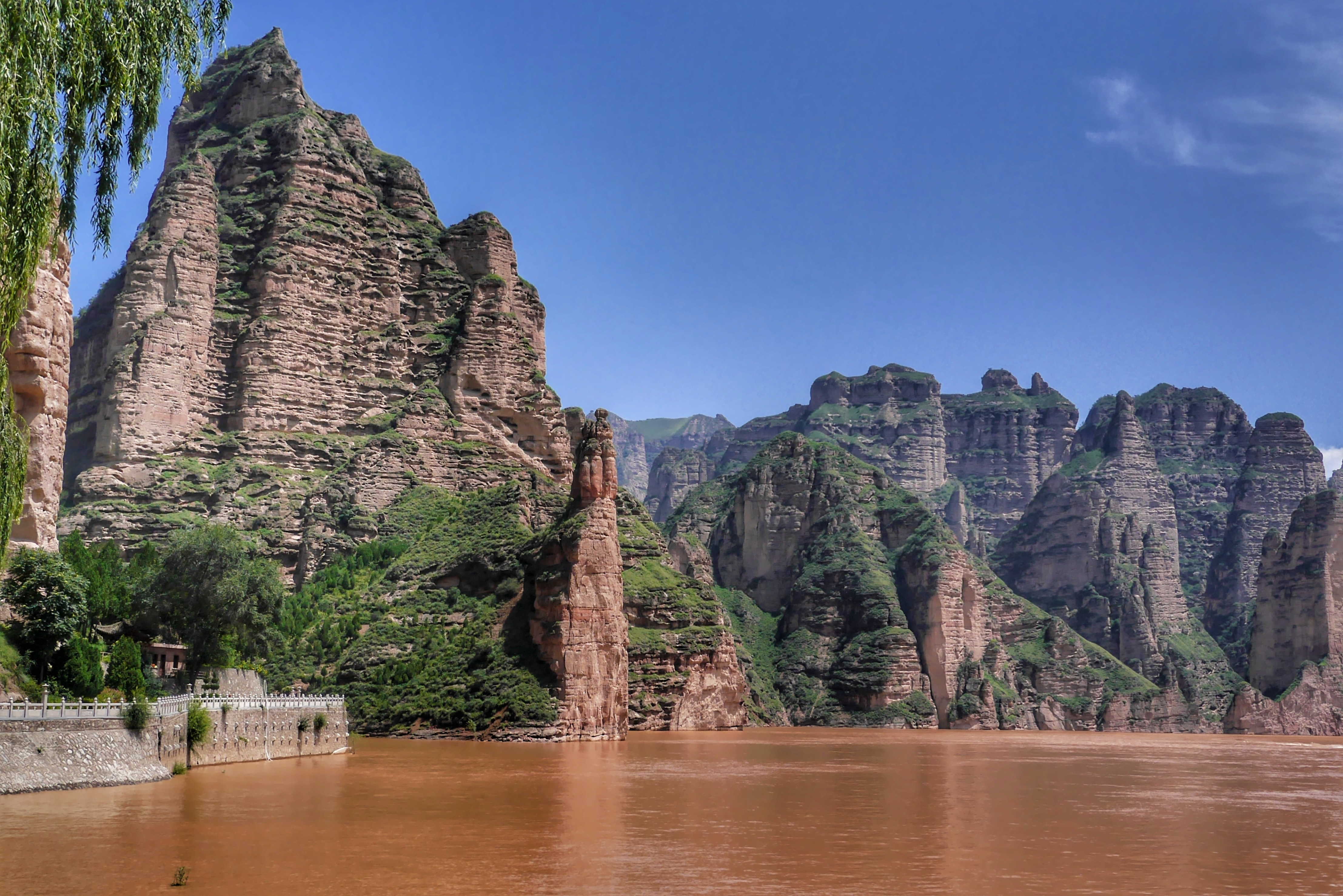
Vista desde el río

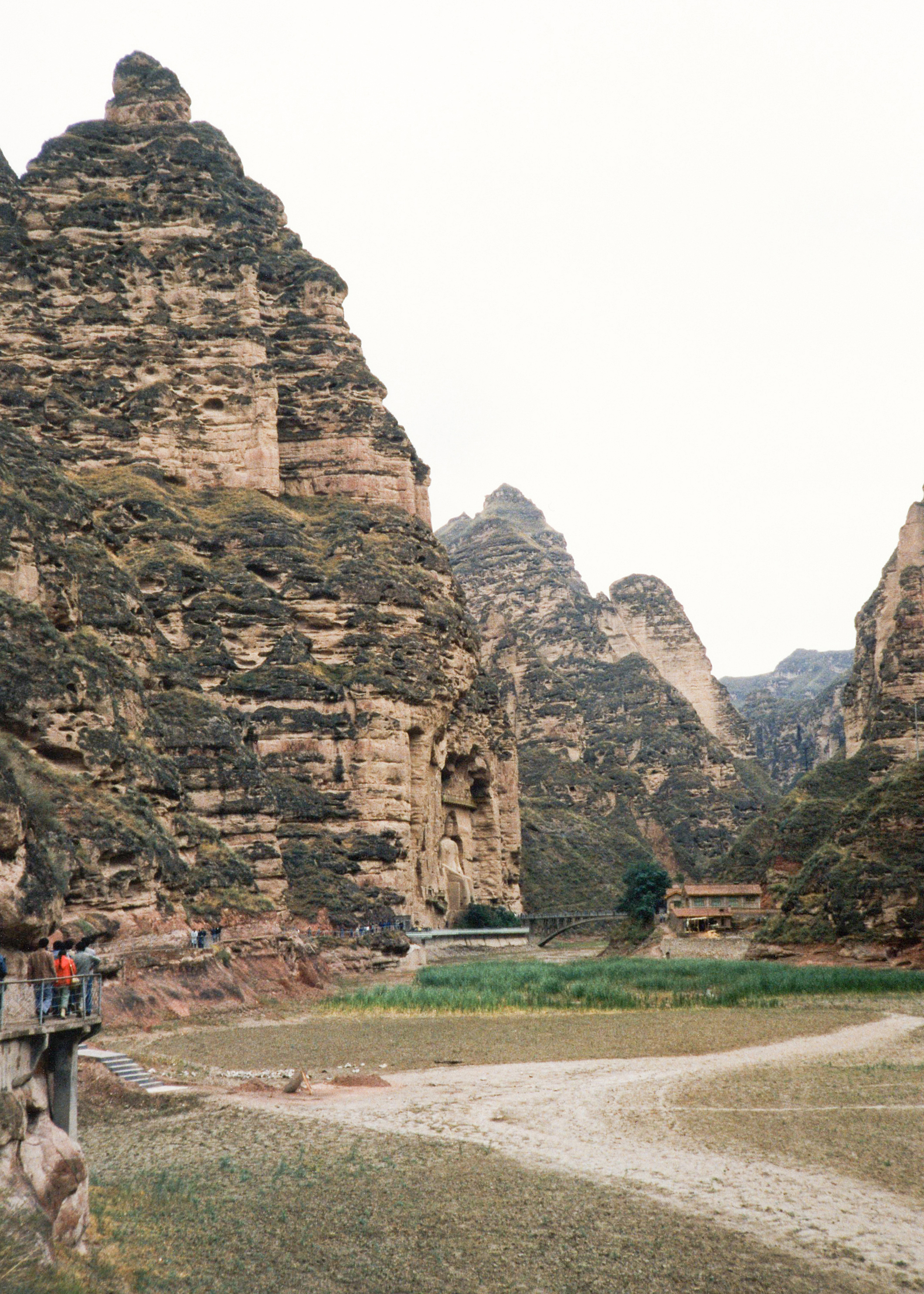
Vista del complejo

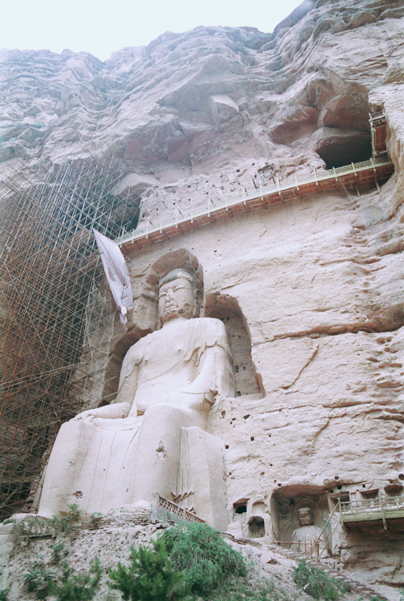
El gran Buda

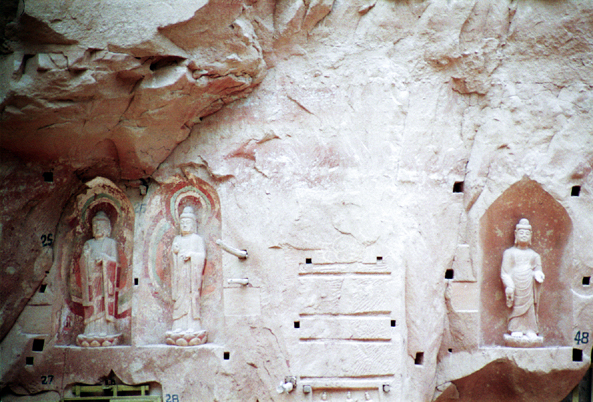
Imágenes en relieve más pequeñas

El complejo de cuevas fue un trabajo que se desarrolló durante más de un milenio. Bajo la dinastía Jin Occidental, en el  siglo III, se comenzó a excavar un gran complejo en la orilla norte del río Amarillo. Estas cuevas se hicieron oficiales durante la era Jianhong (420-428) de la dinastía Qin Occidental (西秦) alrededor de 420, al final del período de los Dieciséis Reinos (304-439). Estos Qin Occidentales, establecidos en Gansu, eran poblaciones Xianbei, al igual que lo eran sus contemporáneos los Liang Occidentales (400-421), patrocinadores de los monasterios desde Mogao a Dunhuang), y a diferencia de los Qin anteriores (351-395) que eran tibetanos. Los tres Qin —Qin anteriores (351-395), Qin posteriores (384-417) y Qin occidentales (385-431)—, lucharon en ocasiones contra los Liang, ya que el territorio Qin se había expandido más allá de Gansu. Bajo Fu Jian de los Qin anteriores, virtualmente había unificado el norte de China, bajo Yao del Qin posterior, Chang'an (Xi'an) era el centro budista más grande fuera de Liangzhou. Cada una de estas dinastías contribuyó al desarrollo del budismo. Bajo el reinado de Qifu de los Qin Occidental, dos grandes logros han perdurado en el paisaje: Maijishan y Binglisi.
El trabajo continuó y se agregaron más grutas durante las dinastías Wei del Norte, Sui, Tang, Song, Yuan, Ming y Qing. El estilo de cada gruta se puede conectar fácilmente con la obra de arte típica de su dinastía correspondiente. El templo de Bingling es, tanto estilística como geográficamente, un punto medio entre los budas monumentales de Bamiyán en Afganistán y las grutas budistas de China central, las grutas de Yungang cerca de Datong y las grutas de Longmen cerca de Luoyang.
A lo largo de la historia se han denominado de diferentes formas: primero, grutas Tangshu, que significa 'cueva fantasma' en el idioma Qiang; luego templo Longxing, en la dinastía Tang, templo Lingyan, en la dinastía Song y finalmente templo Bingling, después de  Yongle de la dinastía Ming.

## Presentación general del sitio
El complejo de Bingling está ubicado en un espacio grandioso, repartido en dos kilómetros, en pleno corazón de la China del loess . Allí, varios acantilados altos se enfrentan entre sí, tallados por un brazo del río Amarillo. Alguna vez fue un lugar de tránsito de mercancías en la Ruta de la Seda, por la que circulaban muchas otras mercancías.
Los santuarios excavados de este monasterio budista probablemente se iniciaron a finales del siglo IV, pero la inscripción más antigua data del 420. Este espacio natural situado en lo alto del acantilado (a 60 m del suelo) tiene grandes proporciones (altura de 15 m, anchura de 26,75 m,  profundidad de 8,56 m). En el interior hay figuras y tierra seca, pintadas y murales, todas realizadas con bastante libertad, lo que sugiere que su composición no estuvo condicionada por un plan preestablecido. La mayoría de las esculturas están modeladas en arcilla sobre un armazón y, en algunos casos, en piedra.
La gruta 169 (profundidad de 8 m anchura de 26 m y altura de 18 m)  es la más grande de China. Muestra importantes vínculos estilísticos con la escultura budista de Khotan, en la Ruta de la Seda. En particular, los cinco Budas sentados del nicho 23, que se parecen mucho a los de Rawaq, en Khotan. Por otra parte, en esta cueva, se encuentran otros estilos, como en el nicho 6, donde la imagen del Buda asistido por dos Bodhisattvas es muy cercana a la estética de Liangzhou, y por lo tanto de Kucha. Es probable que este espacio estuviera reservado para la meditación. Además, varias inscripciones muestran que la entonces transcripción reciente de los libros sagrados, en torno a 400-410, sirvió de soporte a ciertas pinturas de aspecto más tosco.
Con respecto a la escultura en piedra, aquí la escultura figurativa en piedra más antigua fechada explícitamente, en un santuario excavado, descubierto en el actual territorio chino, es (en 1997) precisamente el Buda Amitābha, fechado en 420, ubicado en la cueva 169:6 de Binglingsi. Estas figuras de Buda se caracterizan por unos hombros anchos, un torso poderoso y una gran sensación de solidez geométrica y depeso.
Todo este conjunto, basado en las enseñanzas del Mahayana que han tenido una gran influencia, recibió aquí su primera interpretación visual y servirá como un precedente esencial para la escultura de los Wei del Norte en las grutas de Yungang y las grutas de Longmen.
El sitio también es famoso por la escultura gigante, de 27 m de altura, tallada durante el período de los Tang.

## Turismo
Las esculturas, tallas y frescos que quedan son ejemplos destacados de obras de arte budistas y atraen a visitantes de todo el mundo. El sitio es extremadamente remoto y solo se puede llegar a él durante el verano y el otoño en barco a través del embalse de Liujiaxia. Los barcos salen cerca de la presa de Liujiaxia en la ciudad de Liujiaxia (la sede del condado de Yongjing) y, a veces, también de otros muelles en el embalse. El resto del año, el sitio es inaccesible, ya que no hay carreteras en la zona.